# Liste der denkmalgeschützten Objekte in Lohnsburg am Kobernaußerwald
Die Liste der denkmalgeschützten Objekte in Lohnsburg am Kobernaußerwald enthält die denkmalgeschützten, unbeweglichen Objekte der Gemeinde Lohnsburg am Kobernaußerwald in Oberösterreich (Bezirk Ried im Innkreis).

## Denkmäler
| Foto |                 | Denkmal                                                                      | Standort                            | Beschreibung | Metadaten |
| ---- | --------------- | ---------------------------------------------------------------------------- | ----------------------------------- | --- | --- |
| ja   | Datei hochladen | Kath. Pfarrkirche hl. Nikolaus und Friedhof HERIS-ID: 52387 Objekt-ID: 59009 | Kirchenplatz Standort KG: Lohnsburg | Die Pfarrkirche von Lohnsburg ist dem hl. Nikolaus geweiht und wurde 1153 erstmals urkundlich erwähnt. Der Chor hat einen 5/8 Schluss, das ursprünglich gotische Langhaus wurde 1723 in ein kreuzgewölbtes Mittelschiff und zwei ebenfalls kreuzgewölbte Seitenschiffe umgebaut. Der Westturm ist mit einem ins Achteck übergeführtem Aufsatz und Spitzhelm ausgeführt. Den Altar schuf Josef Furthner, von Franz Schwanthaler stammt der Aufsatzengel des linken Seitenaltares, des Weiteren die Altöttinger Madonna sowie die Aufsatzfiguren hl. Andreas und hl. Franziskus, alle aus dem Jahr 1726. Das Taufbecken ist spätgotisch, die Glocke wird auf 1537 datiert. | BDA-Hist.: Q21552745 Status: § 2a Stand der BDA-Liste: 2025-06-30 Name: Kath. Pfarrkirche hl. Nikolaus und Friedhof GstNr.: .386, 3186 Pfarrkirche Lohnsburg |
| ja   | Datei hochladen | Heimathaus, ehem. Gemeindehaus HERIS-ID: 65256 Objekt-ID: 78078              | Unterdorf 28 Standort KG: Lohnsburg | | BDA-Hist.: Q38109816 Status: § 2a Stand der BDA-Liste: 2025-06-30 Name: Heimathaus, ehem. Gemeindehaus GstNr.: 3193/2 Heimathaus Lohnsburg                   |